# Coelorinchus cylindricus
Coelorinchus cylindricus är en fiskart som beskrevs av Akitoshi Iwamoto och Merrett, 1997. Coelorinchus cylindricus ingår i släktet Coelorinchus och familjen skolästfiskar. Inga underarter finns listade i Catalogue of Life.